# Teresa Puig Molina
Teresa Puig Molina (Terrassa, 1966), física, especialista en materials superconductors, investigadora i cap de grup a l'Institut de Ciència de Matreials de Barcelona (ICMAB, CSIC). Seleccionada el 2015 per al Consell Europeu de Recerca (ERC) per a una subvenció de 2,5 milions d'euros, i Premi Ciutat de Barcelona 2015 de "Ciències Experimentals i Tecnologia" juntament amb Xavier Obradors el 2016.

## Biografia
Nascuda a Terrassa el 1966, va estudiar la llicenciatura en Física (1989) i va doctorar-se (1994) a la Universitat Autònoma de Barcelona. Va fer estades a l'estranger durant la meitat de temps de doctorat i durant dos anys més a l'etapa postdoctoral. Tot seguit, va aconseguir una plaça de Científic Titular al Consell Superior d'Investigacions Científiques (CSIC) l'any 2000 i va ser nomenada Professora de Recerca el 2010. Des del 2008 és cap del grup de recerca en Materials Superconductors i Nanoestructures de Gran Escala (SUMAN) de l'ICMAB-CSIC.

## Carrera científica
Ha desenvolupat la seva carrera a diferents centres de recerca: a la Universitat Autònoma de Barcelona, al Royal Institute of Technology d'Estocolm, de Suècia, al Trinity College de Dublin, a Irlanda, a la Universitat de Regensburg, a Alemanya, i a la Universitat Catòlica de Leuven, a Bèlgica. Finalment, des de l'any 2000 treballa a l'Institut de Ciència de Materials de Barcelona (ICMAB-CSIC).
Sota la seva direcció, el SUMAN grup ha aconseguit una posició de lideratge mundial en creixement de làmines superconductores d'alta temperatura per deposició a solució química. El grup va donar lloc a una empresa de base tecnològica el 2010, Oxolutia, de la qual la Fundació Repsol en va seleccionar un projecte per fabricar cèl·lules solars fotovoltaiques de baix cost mitjançant impressió 3D. L'empresa es va dissoldre el 2021.
Ha treballat en materials superconductors d'alta temperatura durant els darrers 25 anys. Aquests materials tenen resistència elèctrica zero i no provoquen pèrdua de corrent. Per això són molt interessants per fer més eficient la xarxa elèctrica (actualment les xarxes elèctriques tenen pèrdues del 10%) i per aconseguir camps magnètics molt intensos (per exemple, per fer aerogeneradors un 75% més lleugers i un 50% més petits que els actuals), que no es poden generar altrament.
Ella i el seu grup treballen per aconseguir produir els materials superconductors basats en YBCO a gran escala i a baix cost mitjançant procediments químics ultrarràpids.
Al 2015 va obtenir un ERC Advanced Grant de 2,5 milions d'euros per un màxim de 5 anys. Al 2019 i al 2022 va rebre dos ERC Proof of Concept Grants per avançar en les noves tecnologies superconductores i portar-les més a prop del mercat, cadascun dels quals dotats amb 150.000 euros. També ha participat en múltiples projectes europeus, en projectes amb col·laboració amb el CERN i amb empreses relacionats amb els materials superconductors.

## Divulgació científica
Teresa Puig ha participat en múltiples accions de divulgació científica, per portar la ciència dels materials superconductors a la societat.
Va ser una de les protagonistes de l'exposició "16 Científiques Catalanes" de l'Associació Catalana de Comunicació Científica (ACCC), que va recórrer el país durant el 2010-2012. També va participar al projecte "Las Científicas Cuentan" de la Delegació del CSIC a Brussel·les per explicar la recerca premiada al projecte ERC. El seu grup de recerca ha participat en múltiples fires de divulgació científica (Saló de l'Ensenyament, Saló Expominer, Fira Recerca en Directe) per divulgar la ciència dels materials superconductors i fenòmens tan interessants com la levitació quàntica.

## Premis
- Premi “Duran Farell” a la recerca tecnològica (2002) pel projecte "Limitador de corrent de falta superconductor" amb Xavier Obradors, Felip Sandiumenge i Xavier Granados.[14]
- Premi “Novare-Endesa” per a la investigació i desenvolupament en energia (2007) amb Xavier Obradors.
- Premi Ciutat de Barcelona "Ciències Experimentals i Tecnologia" amb Xavier Obradors (2015) pel descobriment d’un procediment de producció de materials superconductors assequible i industrialitzable, basat en la cristal·lització ultraràpida, aplicable a la gestió sostenible de l’energia elèctrica.[2]